# Tuerta
Tuerta is een geslacht van vlinders van de familie Uilen (Noctuidae), uit de onderfamilie Agaristinae.

## Soorten
- T. argyrochlora Carcasson, 1964
- T. cyanopasta Hampson, 1907
- T. cyanopasts Hampson, 1907
- T. chrysochlora Walker, 1869
- T. hemicycla Hampson, 1904
- T. liturata Aurivillius, 1892
- T. lycaon Druce, 1897
- T. pastocyana Berio, 1940
- T. platensis Berg, 1882
- T. rema Druce, 1910
- T. sabulosa Felder, 186, 1874